# ホセ・マリア・ベラスコ・ゴメス・オブレゴン
ホセ・マリア・ベラスコ・ゴメス・オブレゴン（José María Velasco Gómez Obregón、1840年7月6日 - 1912年8月26日）はメキシコの画家である。一般的にホセ・マリア・ベラスコとして知られているが、同名の人物と区別するために、第二姓（母方の姓）ゴメス・オブレゴンを付けて呼ばれることもある。19世紀のメキシコの代表的風景画家である。

## 略歴
メヒコ州のテマスカルシンゴ(Temascalcingo)で5人兄弟の長男に生まれた。1849年に家族とメキシコシティに移るが、その数か月後に父親はコレラのために亡くなった。衣料店で働きながら、学校で学び、美術の才能が認められて、支援者が現れ、1855年からメキシコシティの美術学校、アカデミア・デ・サン・カルロス(Academia de San Carlos)の夜間コースで学ぶことができた。アカデミーではイタリア出身の画家エウジェーニオ・ランデシオ(Eugenio Landesio: 1810–1879)の風景画の授業を受けた。厳しい経済状況であったが1860年に、アカデミーで絵画コンクールが開かれ、奨学金を得ることができ修行を続けられた。
1868年から、アカデミーの教授になり、その年結婚した。1877年にエウジェーニオ・ランデシオがイタリアに帰国した後、風景画の教授を継いだ。
1874年と1876年のメキシコ全国美術展で金賞を受賞し、1878年のフィラデルフィア万国博覧会の展覧会に参加し、1889年のパリ万国博覧会には、展覧会に参加する芸術家の代表を務め、自らも多くの作品を出展し、フランス政府からレジオンドヌール勲章（シュバリエ）を受勲した。1893年のシカゴ万国博覧会にも参加した。
晩年は心臓病を患ったが精力的に作品を描き続けた。1902年、アカデミーの教授職から退職した。1912年にメキシコシティで72歳で亡くなった。
1992年にメヒコ州のトルーカにホセ・マリア・ベラスコ風景画美術館(Museo del Paisaje José María Velasco)が設立された。

## 作品

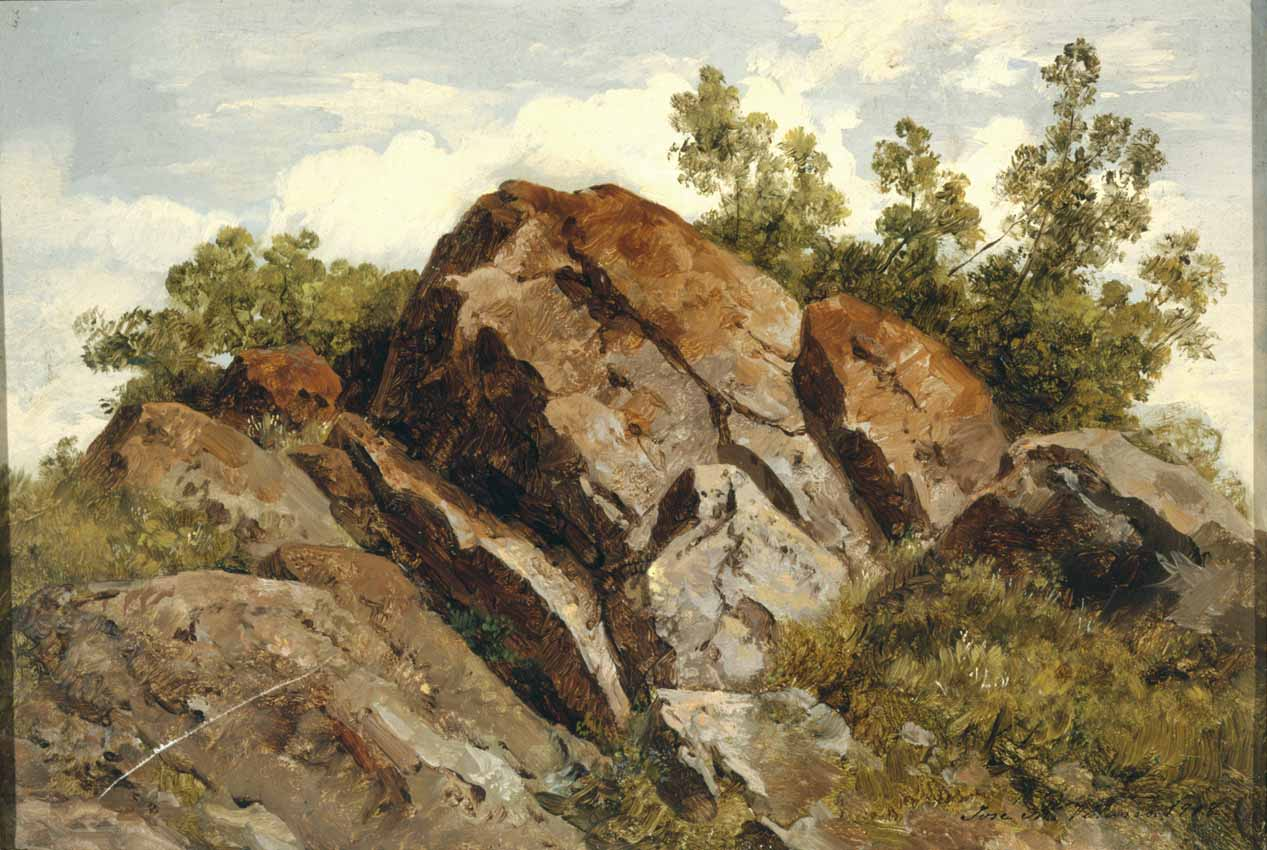
「岩」 ソウマヤ美術館蔵
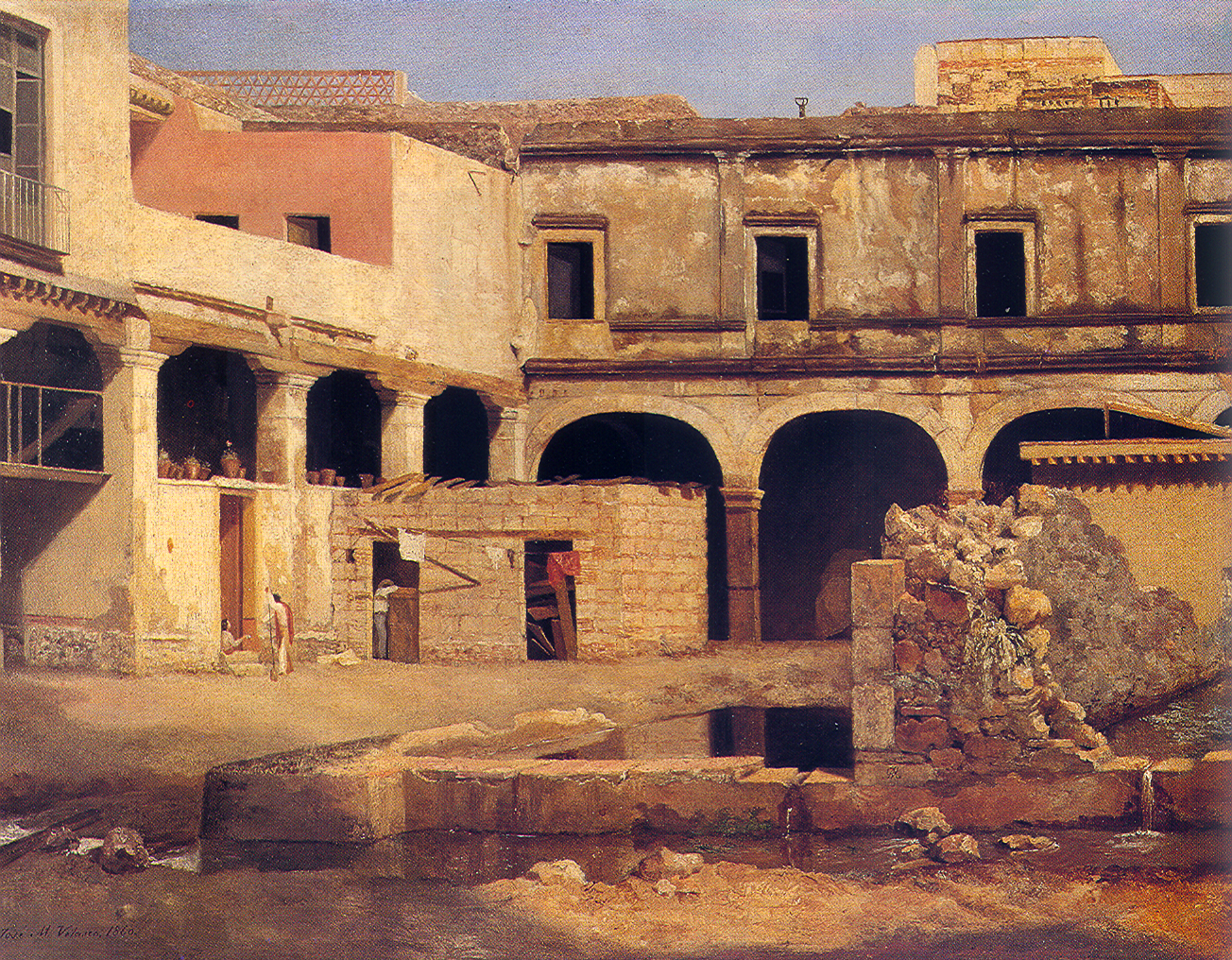
「San Agustínの修道院跡」
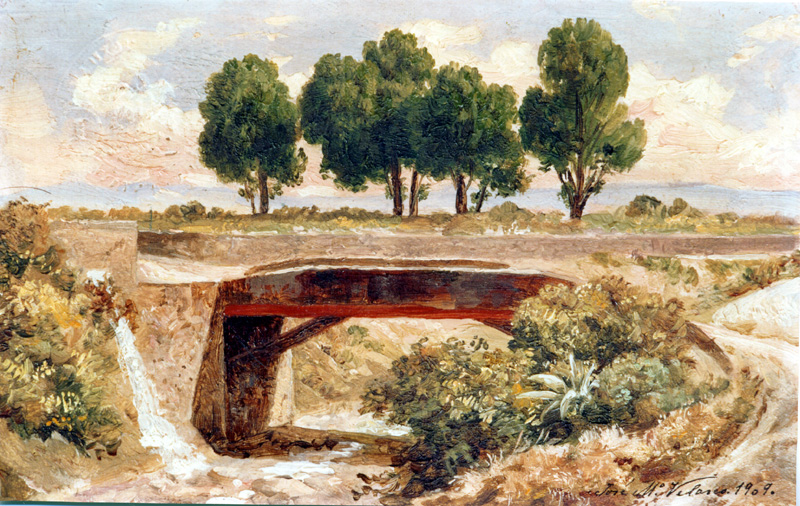
Barranca del muerto(1909)

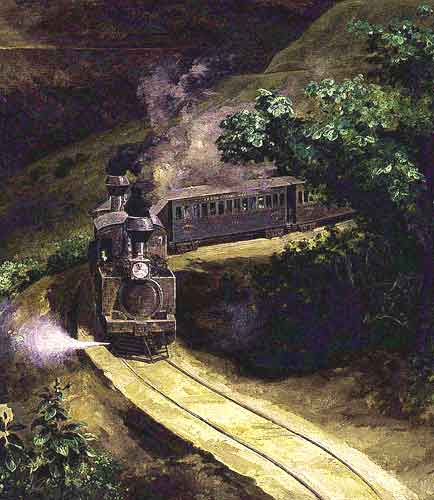
鉄道 (1897)
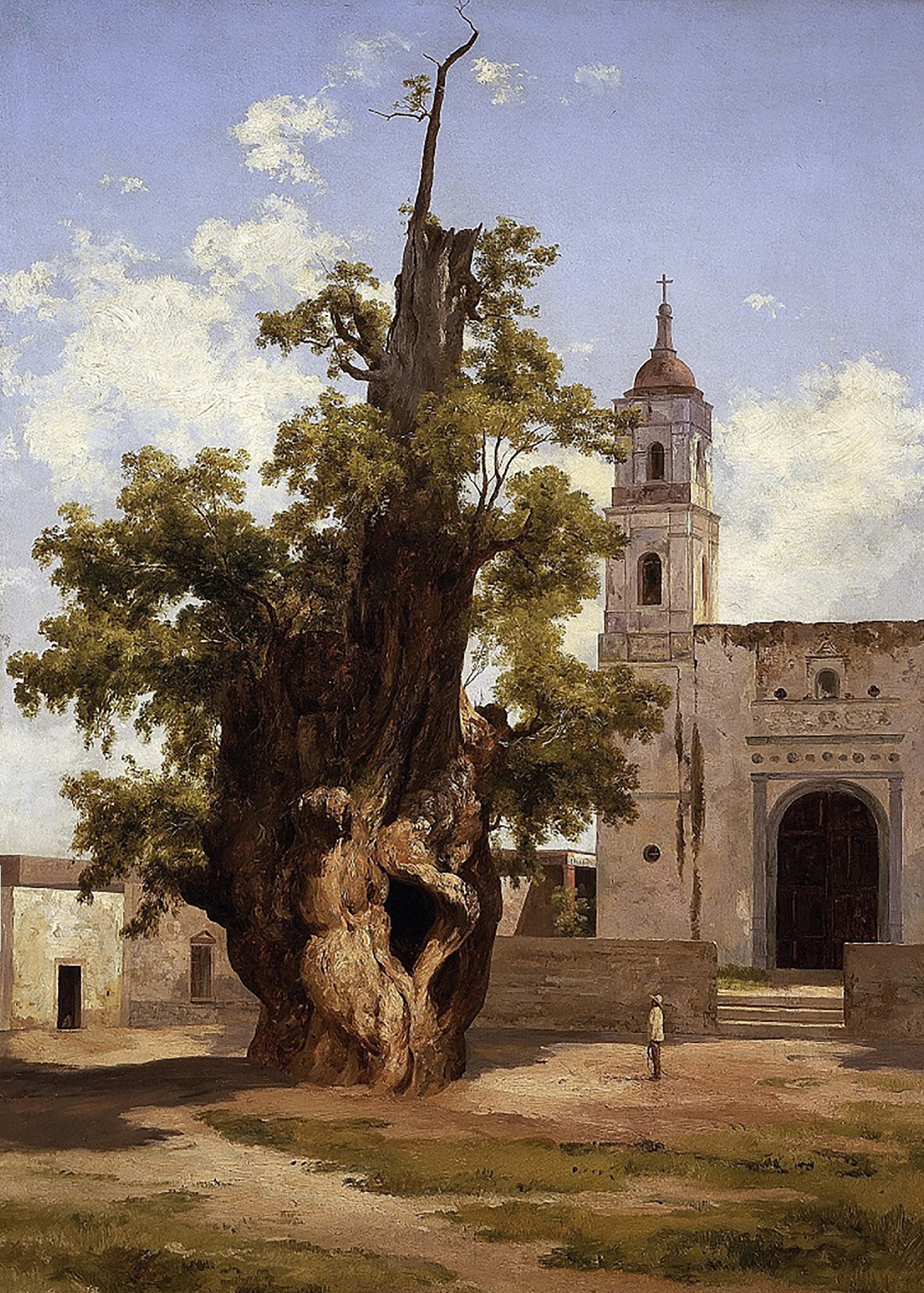
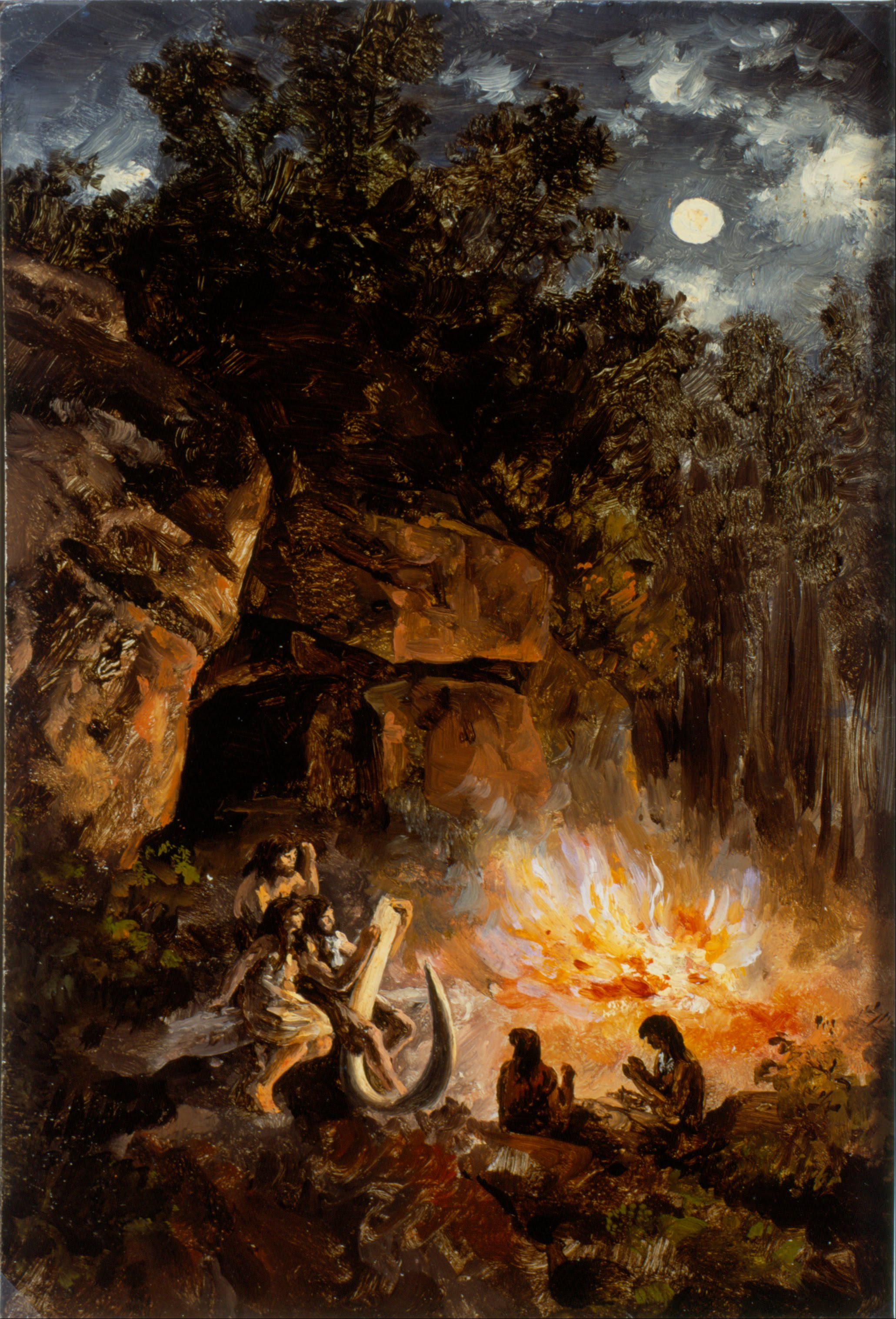
旧石器時代の風景
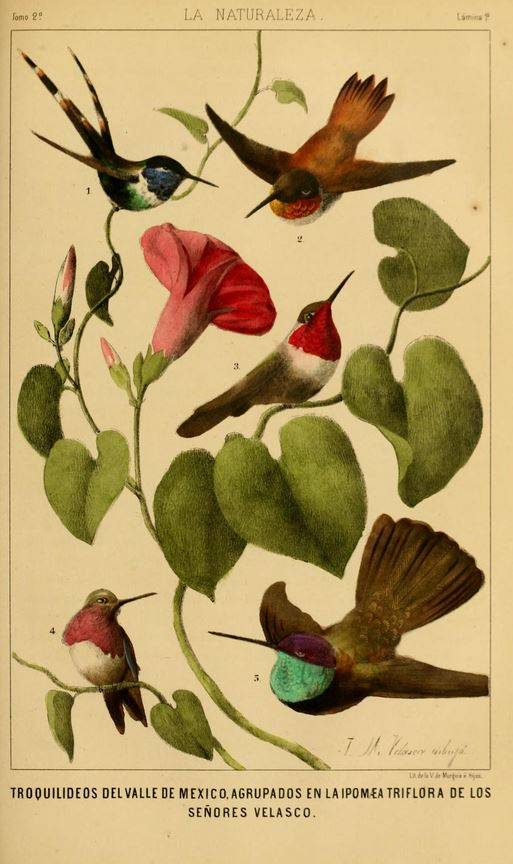
博物画